# وونغ يوي
وونغ يوي (بالصينية: 汪禹) هو ممثل صيني، ولد في 26 أكتوبر 1955 بهونغ كونغ في الصين، وتوفي في 16 مايو 2008.

## وصلات خارجية
- وونغ يوي على موقع IMDb (الإنجليزية)
- وونغ يوي على موقع قاعدة بيانات الفيلم (الإنجليزية)